# Villiers-sur-Loir
 Villiers-sur-Loir  es una población y comuna francesa, en la región de Centro, departamento de Loir y Cher, en el distrito de Vendôme y cantón de Vendôme-1.

## Demografía
| 756 | 766 | 824 | 997 | 976 | 1190 |
| Para los censos de 1962 a 1999 la población legal corresponde a la población sin duplicidades (Fuente: INSEE [Consultar]) |     |     |     |     |      |